# Jahilnyzja
Jahilnyzja (ukrainisch Ягільниця; russisch Ягельница/Jagelniza, polnisch Jagielnica) ist ein Dorf im Rajon Tschortkiw der Oblast Ternopil im Westen der Ukraine etwa 9 Kilometer südlich der Rajonshauptstadt Tschortkiw und 69 Kilometer südlich der Oblasthauptstadt Ternopil am Flüsschen Tscherkaska (Черкаська) gelegen.

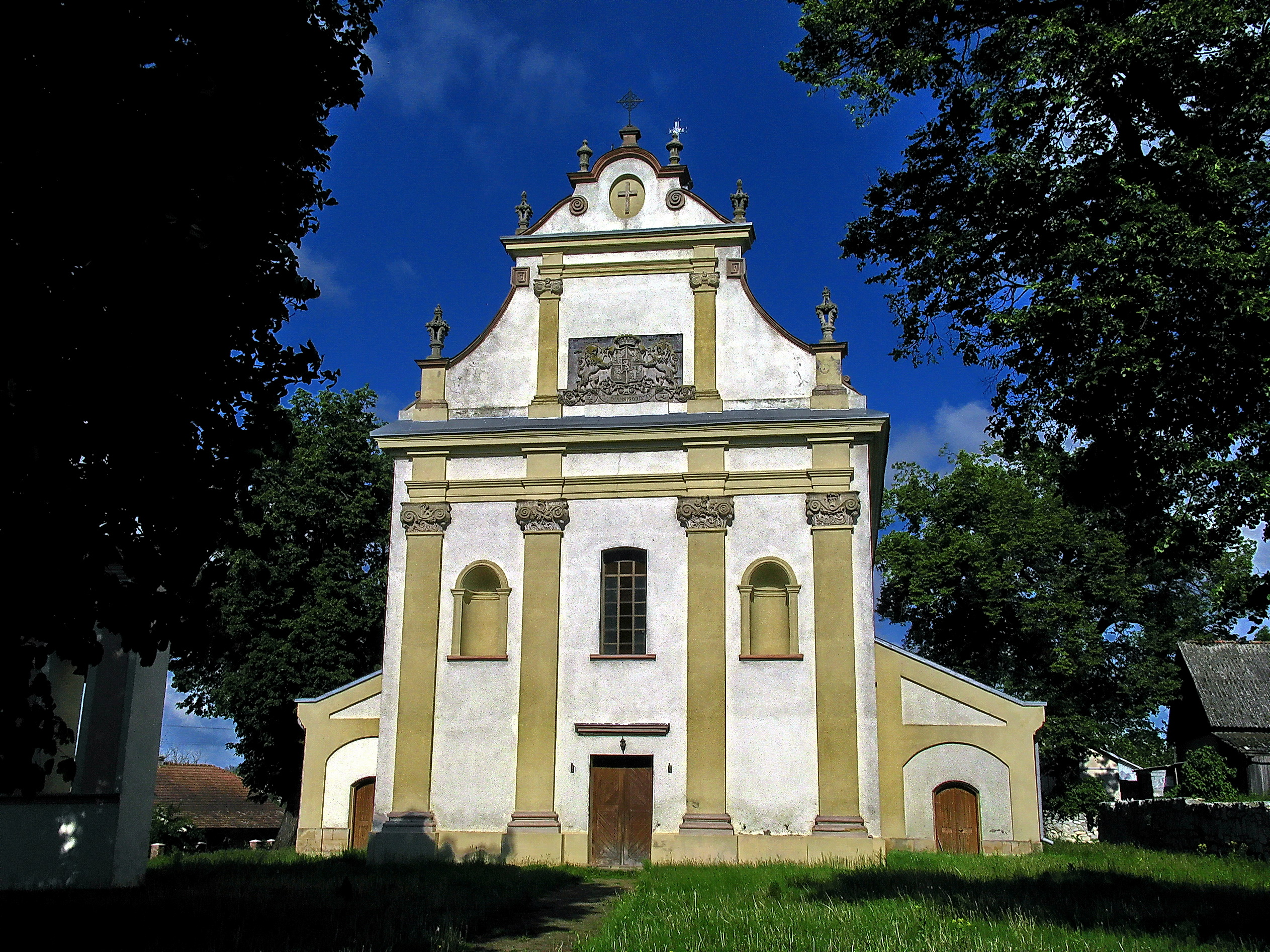
Kirche im Ort

Der Ort wurde 1448 zum ersten Mal schriftlich erwähnt, erhielt 1518 das Magdeburger Stadtrecht und lag zunächst in der Woiwodschaft Podolien als Teil der Adelsrepublik Polen. Von 1772 bis 1918 gehörte er, mit Unterbrechung zwischen 1810 und 1815, als er als Teil des Tarnopoler Kreises an Russland abgetreten werden musste, unter seinem polnischen Namen Jagielnica zum österreichischen Galizien (ab 1867 im Bezirk Czortków). Während dieser Zeit hatte der Ort den Status eines Marktstädtchens, diesen verlor er aber 1934. 1898 erhielt der Ort durch den Bau eines Bahnhofs an der heutigen Bahnstrecke Tschortkiw–Luschany einen Anschluss an das Eisenbahnnetz.
Nach dem Ende des Ersten Weltkrieges kam der Ort zu Polen (in die Woiwodschaft Tarnopol, Powiat Czortków, Gmina Jagielnica I), wurde im Zweiten Weltkrieg ab September 1939 von der Sowjetunion und dann ab Sommer 1941 bis 1944 von Deutschland besetzt, hier wurde der Ort in den Distrikt Galizien eingegliedert.
Nach dem Ende des Krieges wurde der Ort der Sowjetunion zugeschlagen, dort kam das Dorf zur Ukrainischen SSR und ist seit 1991 ein Teil der heutigen Ukraine.
Unmittelbar an der Ortsgrenze im Nachbarort Nahirjanka befindet sich das im 15. Jahrhundert erbaute Schloss Jahilnyzja, das Dorf Salówka (ukrainisch Saliwka) war bis zum Ende des Zweiten Weltkrieges selbstständig und wurde dann zum Ortsgebiet eingemeindet.
Am 12. Juni 2020 wurde das Dorf ein Teil neu gegründeten Landgemeinde Nahirjanka; bis dahin bildete es die Landratsgemeinde Jahilnyzja (Ягільницька сільська рада/Jahilnyzka silska rada) im Zentrum des Rajons Tschortkiw.